# Washington (főváros)
Washington az Amerikai Egyesült Államok fővárosa. Nevét az ország első elnökéről, George Washingtonról kapta.
Columbia Kerület (angolul District of Columbia) és Washington város területe egybeesik és egyetlen önkormányzat igazgatja azokat. A legtöbbször – gyakorlati okokból – a kettőt egynek tekintik. A kerületben legutóbb 1871-ben volt két önkormányzat, ekkor Georgetown elvesztette önállóságát. Az önkormányzat és a polgármester hatásköre szűkebb, mint máshol az Egyesült Államokban, mivel a város és a kerület felett a kongresszus rendelkezik fennhatósággal. A kerület lakóinak azonban nincs teljes kongresszusi képviselete, a Képviselőház munkájában csak egyetlen – mindössze tanácskozási joggal rendelkező – megbízottjuk van, viszont az elnökválasztásban három elektori szavazattal részt vehetnek.
Washington az Egyesült Államok szövetségi kormányzata mindhárom hatalmi ágának székhelye. Itt van a Világbank, a Nemzetközi Valutaalap, az Amerikai Államok Szervezete és más nemzeti és nemzetközi intézmények székhelye is. Washington – különösen a National Mall park – gyakran színhelye nagy politikai tüntetéseknek. A városban számos nemzeti történelmi emlék, emlékmű és múzeum található, ezért népszerű turistacélpont.
Köznapi neve angolul D.C. (kiejtve díszí), vagy egyszerűen Washington. Korábban Szövetségi Város (Federal City) vagy Washington Város (Washington City) neveken is emlegették. A D.C. nevet azért használják gyakran, hogy egyértelmű legyen, hogy Washington városról és nem Washington államról van szó.
Washington lakossága a 2020-as népszámlálás szerint 689 454 fő.
A Washingtoni Nagyvárosi Övezet (Washington Metropolitan Area) népessége meghaladja az ötmillió, a Baltimore-Washingtoni Nagyvárosi Övezeté pedig a nyolcmillió főt. Ha Washington, D.C. állam volna, terület alapján az országban a legkisebb lenne Rhode Island után, népességben az 50. Wyoming előtt, népsűrűségben az első New Jersey előtt, bruttó nemzeti termékben pedig a 35. A föderatív államszövetségbe tagállamként való felvételére 2019 óta többször is készült törvényjavaslat.

## Története
Az 1790. július 16-án alapított Columbia kerület az Amerikai Egyesült Államok alkotmánya által definiált szövetségi kerület. Felette a közigazgatási fennhatóságot a Kongresszus gyakorolja, és az számos jogot a helyi önkormányzathoz delegált. Az eredetileg a szövetségi kerületnek juttatott területeket Maryland és Virginia államokból szakították ki. A Potomac folyótól nyugatra fekvő, mintegy 100 km² területet azonban Virginia egy népszavazás eredményeként 1847-ben visszakapta, és ma Arlington megye, illetve Alexandria város része. Azóta a kerület csak egykori marylandi földön terül el.
A szövetségi főváros létrehozásáról az Alkotmány első cikkelyének nyolcadik szakasza rendelkezett, amely szerint egy bizonyos állam területéből kivágott, száz négyzetmérföldnél nem nagyobb területű kerület legyen a Kongresszus jóváhagyásával az Egyesült Államok kormányának székhelye. James Madison 1788. január 23-án a Federalist No. 43 című esszéjében értekezett a szövetségi kerület létrehozásának szükségességéről, azzal érvelve, hogy a szövetségi fővárosnak el kell különülnie az államoktól, hogy megoldott legyen fenntartása és biztonsága. Philadelphiában az 1783-as pennsylvaniai lázadás során a katonák megtámadták a kongresszust is, ami szintén a biztonsági szempontok fontosságára hívta fel a figyelmet. Az Alkotmány azonban arról nem rendelkezett, hol legyen az új főváros. Az 1790-es kompromisszumban Madison, Alexander Hamilton és Thomas Jefferson megállapodásra jutott, hogy a szövetségi kormány hadiadósságot vállal át az államoktól, azzal a feltétellel, hogy az új főváros a Délen lesz.

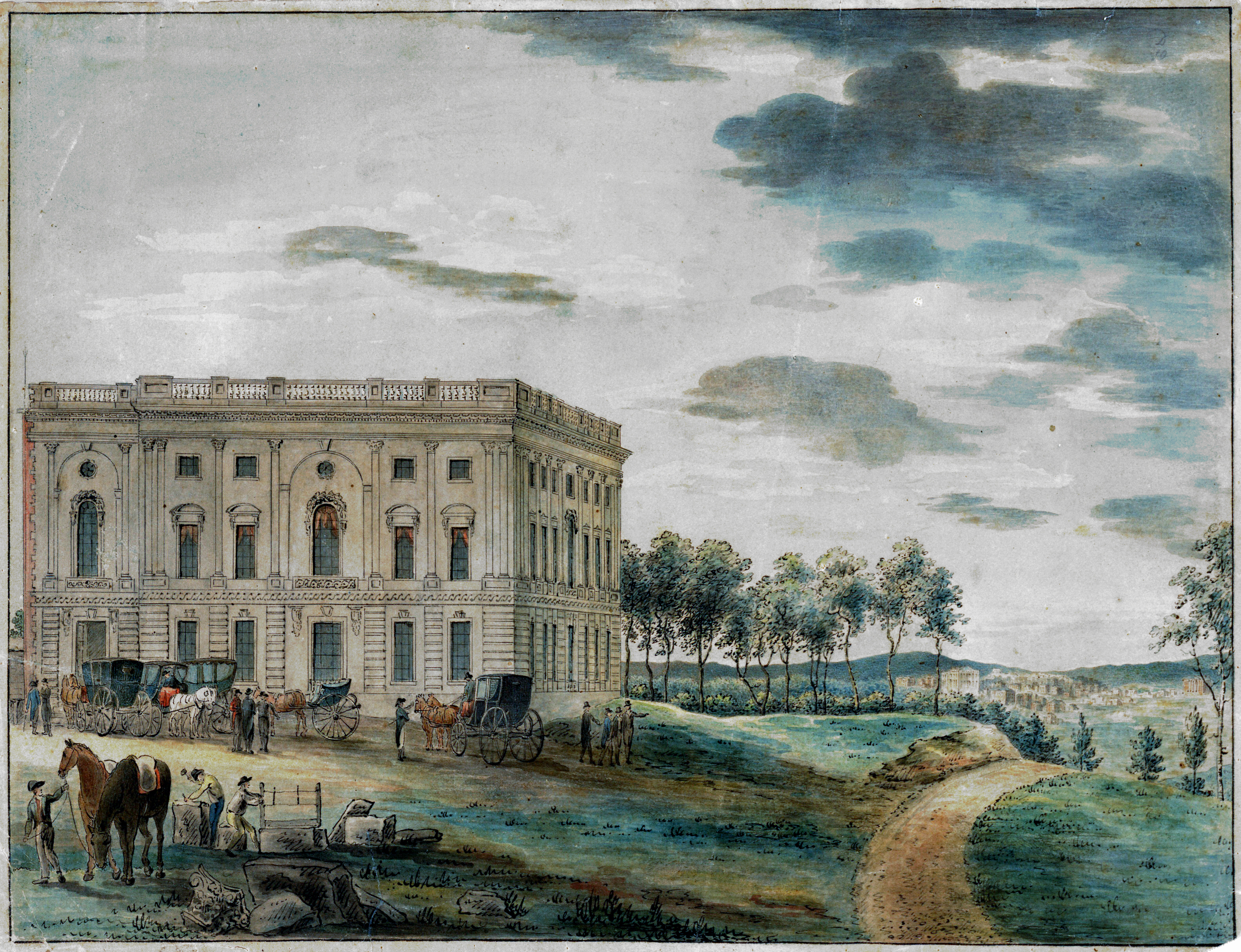
A Capitolium a washingtoni tűzvész előtt (1800 körül)

A megegyezés értelmében 1790. július 16-án meghoztak a „székhelytörvényt”. Eszerint az új állandó fővárost a Potomac folyó partján kell megalapítani, ott, ahol Washington elnök is szerette volna. A szövetségi kerület kezdetben négyzet alakú volt és ahogy az Alkotmány kimondta, száz négyzetmérföld területű. 1791 és 1792 folyamán Andrew Ellicott és számos munkatársa, köztük Benjamin Banneker felmérték Maryland és Virginia határvidékét, és minden mérföldnél elhelyezték a szövetségi kerület határkövét, amelyek közül sok ma is áll. Az új „szövetségi várost” a Potomac keleti partján építették fel. A négyszögön belülre került két korábbi község: az 1749-ben alapított Alexandria, és az 1751-ben alapított Georgetown. 1791. szeptember 9-én a szövetségi várost George Washingtonról nevezték el, a kerület neve pedig Columbia Terület (Territory of Columbia) lett. (Ebben az időben poétikus szövegekben az Egyesült Államokra a Columbia nevet használták.) A Kongresszus először 1800. november 17-én ülésezett Washingtonban.
A Columbia kerület megszervezéséről szóló, 1801-ben hozott törvény a teljes szövetségi területet, beleértve Alexandriát, Georgetownt és Washingtont a Kongresszus alá rendelte. A kerületen belül két megyét szerveztek: a Potomac keleti partján Washington megyét, a nyugati parton Alexandria megyét. E törvény megszületését követően a kerület lakói már nem voltak Maryland vagy Virginia polgárai, így kongresszusi képviseletük is megszűnt.

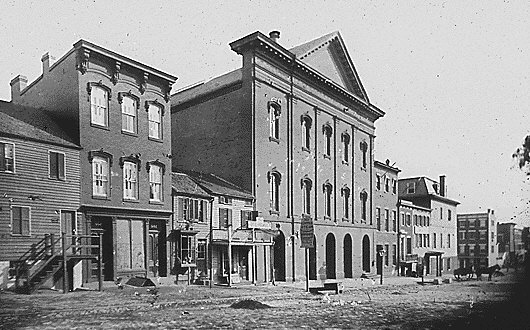
A Ford Színház a 19. században, Abraham Lincoln elnök meggyilkolásának színhelye 1865-ben

1814. augusztus 24-én és 25-én a brit erők az 1812-es brit-amerikai háború legjelentősebb támadásában, York (a mai Toronto) felégetéséért bosszúból felégették Washingtont (ld. Washington felégetése). A támadás során feldúlták és felégették a Capitoliumot, a Pénzügyminisztériumot és a Fehér Házat. A legtöbb kormányépületet gyorsan kijavították, az ekkor még építés alatt álló Capitoliumot azonban végül csak 1868-ban fejezték be.
Az 1830-as években Alexandria megye gazdasága lehanyatlott, nem bírva a versenyt Georgetown kikötővel, amely Alexandriától Északra, a Potomac folyón feljebb, a C&O-csatorna torkolatánál fekszik. Ebben az időben Alexandria az amerikai rabszolga-kereskedelem egyik fontos piaca volt, de pletykák kaptak szárnyra, hogy a fővárosban az abolicionisták véget akarnak vetni a rabszolgaságnak.
Hogy megtarthassák a jól jövedelmező rabszolga-kereskedelmet, 1846-ban az alexandriaiak a Columbia Kerületből való kiszakadásról szavaztak. Július 9-én a Kongresszus hozzájárult, hogy Columbiának a Potomactől nyugatra eső területei visszatérjenek Virginiához. Négy évvel később az 1850-es kompromisszum törvényen kívül helyezte a rabszolga-kereskedelmet a kerületben, de a rabszolgaságot nem.
A kerületet mai formájában jogilag az 1871-es Columbia kerületnek kormányzatot biztosító törvény hozta létre.

## Földrajza

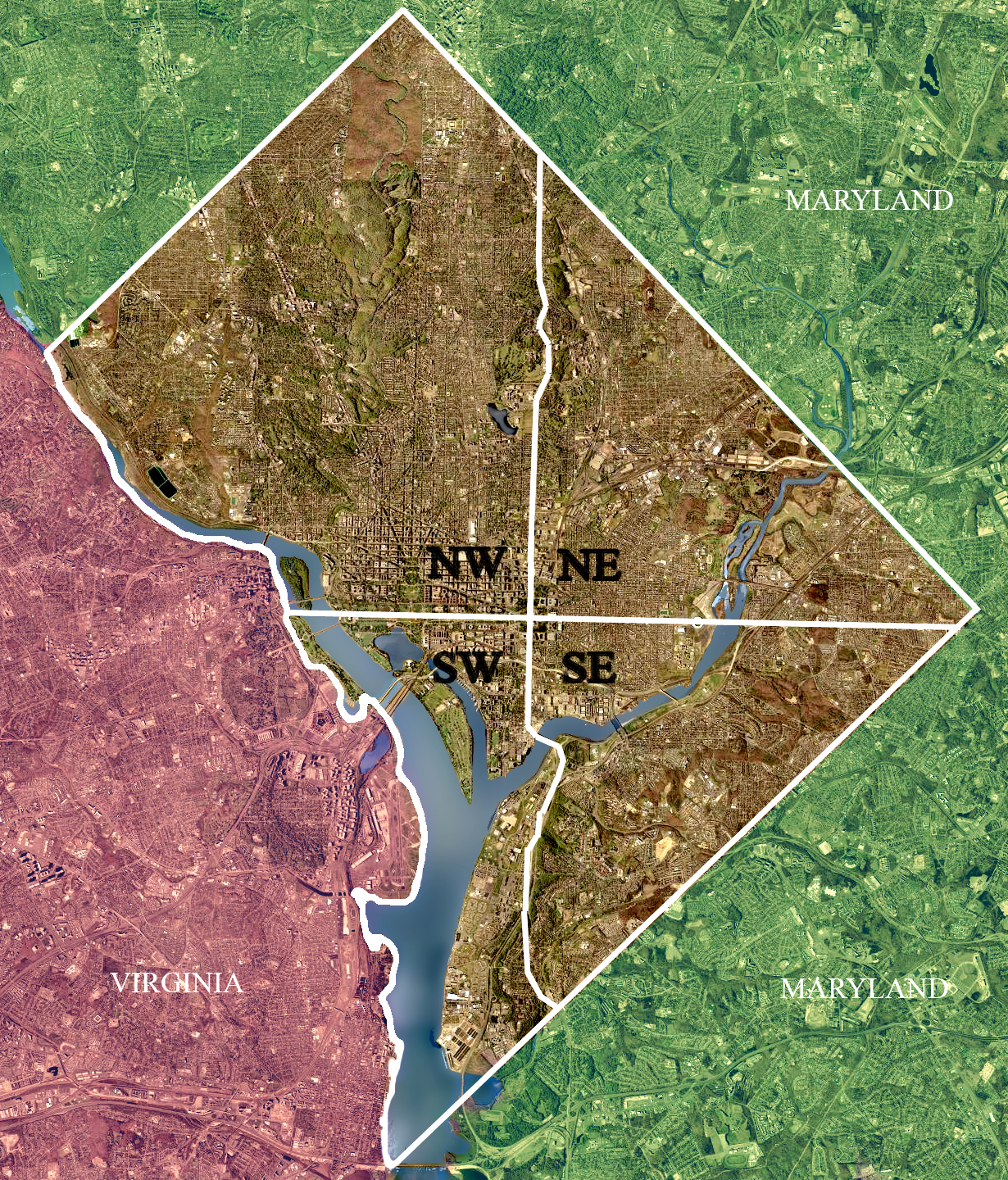
Washington, D.C.-t négy negyedre (angolul quadrant) osztották: Északnyugat, Északkelet, Délkelet és Délnyugat. A kvadránsokat elválasztó két tengely a Capitolium közelében metszi egymást

Washington, D.C. (pontosabban a washingtoni Nulla mérföldkő) a é. sz. 38° 53′ 42″, ny. h. 77° 02′ 11″38.895000°N 77.036389°W fekszik, közel az Ellipszis legészakibb pontjához . Területe 177 km², ebből 159 km² szárazföld és 18 km² víz. Délkeleti, északkeleti és északnyugati irányból Maryland állam veszi körül, nyugati szomszédja Virginia. Megtöri a két szomszédos állam határát, amely egyébként a Potomac folyó jobb (déli) partján húzódik. A Potomacon kívül a kerületnek még két természetes vízfolyása van: az Anacostia folyó és a Rock Creek patak. Három mesterséges víztározója a Dalecarlia víztározó, mely Maryland felől az északnyugati határát metszi; a McMillan víztározó a Howard Egyetem közelében; és a Georgetown víztározó Georgetown-tól Nyugatra. Washington, D.C. legmagasabb pontja 125 méter, Tenleytownnál. A legmélyebb pontok gyakorlatilag a tenger szintjén találhatók: a teljes Anacostia-part és a Potomac partja a felső folyást (a Kis-zúgó [Little Falls] és a Lánchíd [Chain Bridge] közötti szakaszt) kivéve. Az Isabel hurrikán 2003. szeptember 18-án megemelte a vízszintet, a kerületben egy halálos áldozatot szedett és hatalmas anyagi károkkal járt. A jelenlegi D.C. földrajzi középpontja a 4. utca, az L utca és a New York sugárút (mindhárom az Északnyugat negyedben) által határolt háromszögben található (nem, mint sokan vélik, a Capitolium kupolája alatt). Az eredeti D.C. földrajzi középpontja a Lincoln-emlékmű. Washington sajátos földrajzi pontjai még a Theodore Roosevelt-sziget, a Columbia-sziget, a Három Nővér szigetecskéi (inkább csak zátonyok) és a Hains Pont (a Kelet-Potomac park legdélibb pontja).

### Éghajlat
Washington D.C. éghajlata nedves szubtrópusi – (a Köppen-féle éghajlatosztályozás szerint Cfa), amely jellemző az Egyesült Államok közép-atlanti, tengertől elzárt területeire –, négy évszakkal. Az USDA klímazóna osztályozása szerint a központ közelében fekvő területek a 8a, a város többi része a 7b zónába esik, ami mérsékelt klímát jelent.
A tavasz és az ősz enyhe, alacsony páratartalommal, a tél tartósan alacsony hőmérsékletet hoz, az éves hómennyiség átlagban 420 mm. A várost átlagban négy-hat évente sújtja hóvihar. Ezek közül a leghevesebbeket az „északkeleti” („nor'easter”) néven emlegetik, ezeket nagy szél, heves eső és elszórt havazás jellemzi. Ezek a viharok gyakran a keleti part nagy szakaszait sújtják. A nyarak általában forrók és párásak, júliusban és augusztusban a napi csúcshőmérséklet átlagban 30 °C körül van. A forróság és a párás levegő kombinációja nyáron nagyon gyakran okoz viharokat, ezek közül egyesek a térségben ritkán tornádót hoznak létre. A késő nyár, illetve a kora ősz során néha hurrikánok haladnak át erre, de mire Washingtonig érnek, gyakran már veszítenek erejükből, mivel a város a szárazföld belsejében helyezkedik el. A Potomac folyó áradásai azonban időnként nagy károkat okoznak Georgetownban. A városban 41 °C-ot, a legmagasabb hőmérsékletet 1930. július 20-án és 1918. augusztus 6-án mérték, a legalacsonyabbat, −26,1 °C-ot 1899. február 11-én,
a Nagy Hóvihar idején. A városban évente átlagban 36,7 napon magasabb a hőmérséklet 32 °C-nál és 64,4 éjszaka hidegebb a fagypontnál.
| Hónap                         | Jan.  | Feb.  | Már.  | Ápr. | Máj. | Jún. | Júl. | Aug. | Szep. | Okt. | Nov.  | Dec.  | Év    |
| ----------------------------- | ----- | ----- | ----- | ---- | ---- | ---- | ---- | ---- | ----- | ---- | ----- | ----- | ----- |
| Rekord max. hőmérséklet (°C)  | 26,0  | 29,0  | 34,0  | 35,0 | 37,0 | 40,0 | 41,0 | 41,0 | 40,0  | 36,0 | 30,0  | 26,0  | 41,0  |
| Átlagos max. hőmérséklet (°C) | 6,3   | 8,4   | 13,3  | 19,2 | 24,1 | 29,0 | 31,3 | 30,3 | 26,4  | 20,2 | 14,4  | 8,2   | 19,3  |
| Átlagos min. hőmérséklet (°C) | −1,9  | −0,6  | 3,1   | 8,3  | 13,6 | 19,1 | 21,7 | 20,9 | 16,9  | 10,3 | 5,1   | 0,3   | 9,8   |
| Rekord min. hőmérséklet (°C)  | −26,0 | −26,0 | −16,0 | −9,0 | 1,0  | 6,0  | 11,0 | 9,0  | 2,0   | −3,0 | −12,0 | −25,0 | −26,0 |
| Átl. csapadékmennyiség (mm)   | 71    | 67    | 88    | 78   | 101  | 96   | 95   | 74   | 95    | 86   | 81    | 78    | 1009  |
| Havi napsütéses órák száma    | 145   | 152   | 204   | 228  | 260  | 282  | 279  | 263  | 225   | 204  | 150   | 133   | 2525  |
| Forrás: NOAA                  |       |       |       |      |      |      |      |      |       |      |       |       |       |

## Városszerkezet

### Városkép

L'Enfant's terve Washington, D.C.-re, Andrew Ellicott javításaival (1792)

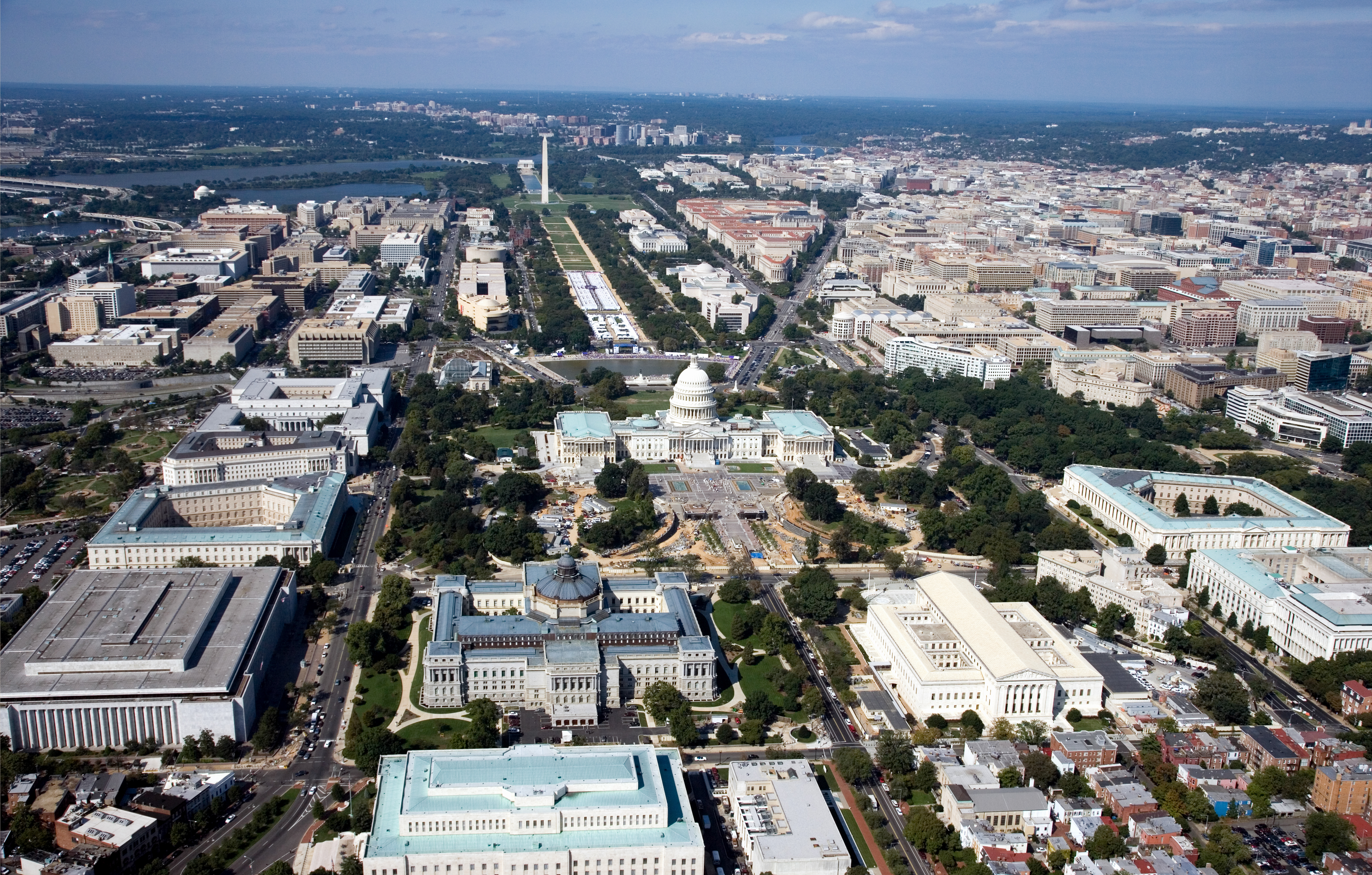
Városkép, középen a Capitoliummal

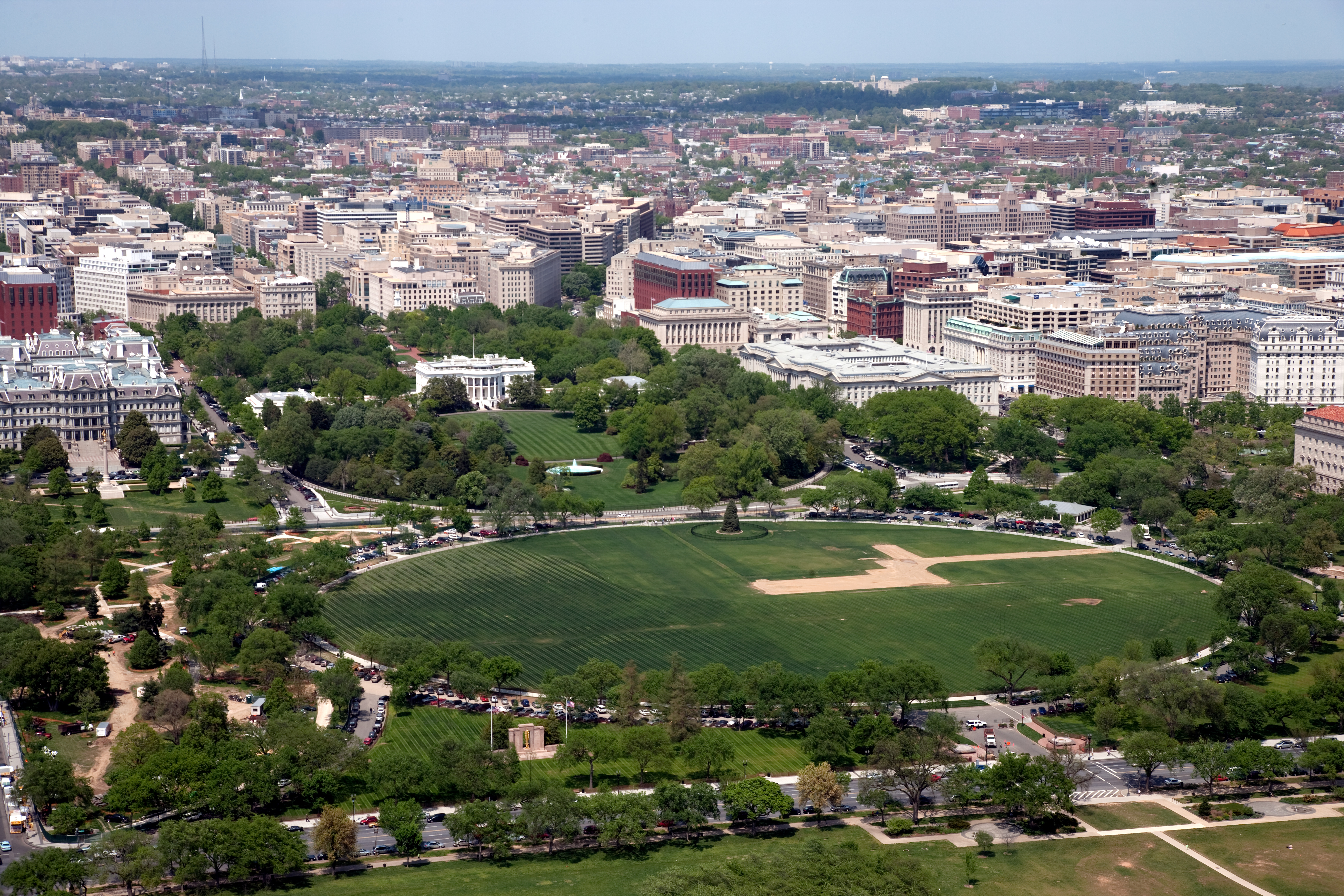
A Fehér Ház és környéke a magasból

Washington, D.C. tervezett város. A terv jórészt Pierre (Peter) Charles L’Enfant francia születésű építész, mérnök és várostervező munkája, aki első ízben katonai mérnökként érkezett a gyarmatokra, Lafayette tábornok kíséretében. 1791-ben Washington elnök megbízta L'Enfant-t, hogy készítse el az új főváros terveit. L'Enfant barokk stílusú tervet készített, széles sugárutakkal, amelyek téglalapokból és körökből ágaztak szét sugárirányban, sok nyílt teret hagyva. 1792 márciusában Washington szakított a franciával, aki a tervezés részleteibe is beleszólt és ez konfliktusokhoz vezetett közte és Washington három megbízottja között, akik az építkezés felügyeletéért voltak felelősek. Ezután Andrew Ellicottot bízták meg a tervezés befejezésével, aki együtt dolgozott L'Enfant-nal a felmérési munkákban. Bár Ellicott változtatásokat végzett az eredeti terveken, beleértve bizonyos helyeken az utcák elrendezését is, L'Enfant-t tekintik a város megtervezőjének. A megtervezett Washington Várost északon a mai Florida sugárút, nyugaton a Rock Creek patak, keleten az Anacostia-folyó határolja, területe a Kerület összterületének mintegy harmada.
A 20. század elejére a L'Enfant megálmodta nagy parkokkal tagolt, nagy nemzeti emlékművekkel teli főváros képén nyomornegyedek és véletlenszerűen elhelyezett épületek ejtettek foltokat, köztük egy vasútállomás a nagy National Mall parknál. 1900-ban a kongresszus James McMillan szenátor vezetésével bizottságot állított fel a városközpont megszépítésének megtervezésére. Az erről készített McMillan-tervet 1901-ben véglegesítették. A terv alapján újraformálták a Capitolium és a Mall látképét, új szövetségi épületeket és emlékműveket emeltek, eltüntették a nyomornegyedeket és az egész városra kiterjedő parkrendszert alakítottak ki. A bizottság verbuválta építészek megőrizték a város eredetileg tervezett elrendezését, munkájukat L'Enfant eredeti műve megkoronázásának tekintik.
Miután 1899-ben megépült a ma is álló húszemeletes Cairo apartmanház, a Kongresszus még abban az évben elfogadta a házmagasság-törvényt (Heights of Buildings Act), amely kimondta, hogy a fővárosban egyetlen épület sem lehet magasabb a 88 méteres Capitoliumnál. A törvényt 1910-ben úgy módosították, hogy az épületek nem lehetnek magasabbak, mint az előttük lévő utca szélessége, plusz 6,1 méter (20 láb). Ennek köszönhetően az „égvonal” Washingtonban ma is alacsony. A város legmagasabb építménye a Washington-emlékmű 169 méter magas obeliszkje. A magasságkorlátozást azonban kritikák is érik, mint a lakásépítésre alkalmas terület szűkössége és a város szétterjedtsége miatt fellépő közlekedési problémák eredendő okát. A magasságkorlátozást megkerülendő, gyakran a városhoz viszonylag közeli virginiai Rosslynban húznak fel magas épületeket.
A Kerületet négy, nem egyenlő területű kvadránsra osztották: Északnyugat (Northwest, NW), Északkelet (Northeast, NE), Délkelet (Southeast, SE) és Délnyugat (Southwest, SW). A kvadránsokat elválasztó tengelyek a Capitoliumtól indulnak. Minden utcanév tartalmazza annak a kvadránsnak a rövidítését, amelyben az utca található. A város nagy részében az utcák rácsosan helyezkednek el, a kelet-nyugati iranyú utcákat betűk (pl. C utca SW) jelölik, az észak-dél irányúakat pedig számok (pl. 4. utca NW) A körforgalmakból induló sugárutakat általában államokról nevezték el: mind az ötven tagállam kapott utcát és rajtuk kívül még Puerto Rico és maga a Kerület is.
Vannak nevezetes utcák, mint a Fehér Házat a Capitoliummal összekötő Pennsylvania sugárút, vagy a K utca (K Street), ahol számos lobbicsoport irodája található. Washingtonban 173 diplomáciai képviselet van, ezek közül 57 a Massachusetts sugárúton, amelyet informálisan Nagykövetségsornak (Embassy Row) neveznek.

### Építészete
Washington építészeti képe változatos. Az Amerikai Építész Intézet (American Institute of Architects, AIA) 2007-es listáján a kedvelt amerikai épületekről az első tízben hat washingtoni épület van, köztük a Fehér Ház; a Washingtoni Nemzeti Katedrális; a Thomas Jefferson-emlékmű; a Capitolium; a Lincoln-emlékmű; és a vietnámi veteránok emlékműve. Ezek és más prominens washingtoni épületek közt képviselteti magát a neoklasszikus, a georgiánus, a gótikus és a modern stílus. A francia empire stílusban épült az Eisenhower végrehajtó iroda és a Kongresszusi Könyvtár épülete.

## Kultúrája

### Emlékhelyei, múzeumai

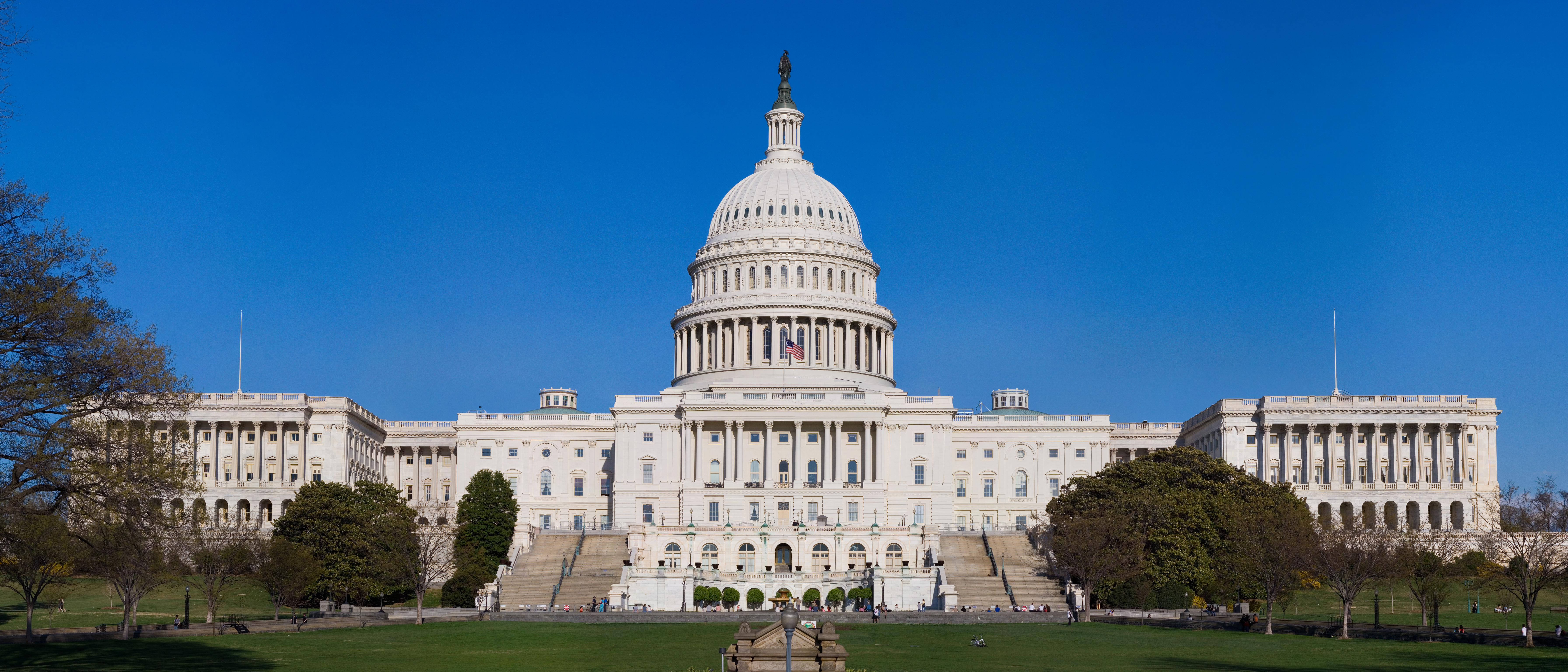
Az Amerikai Egyesült Államok Capitoliuma

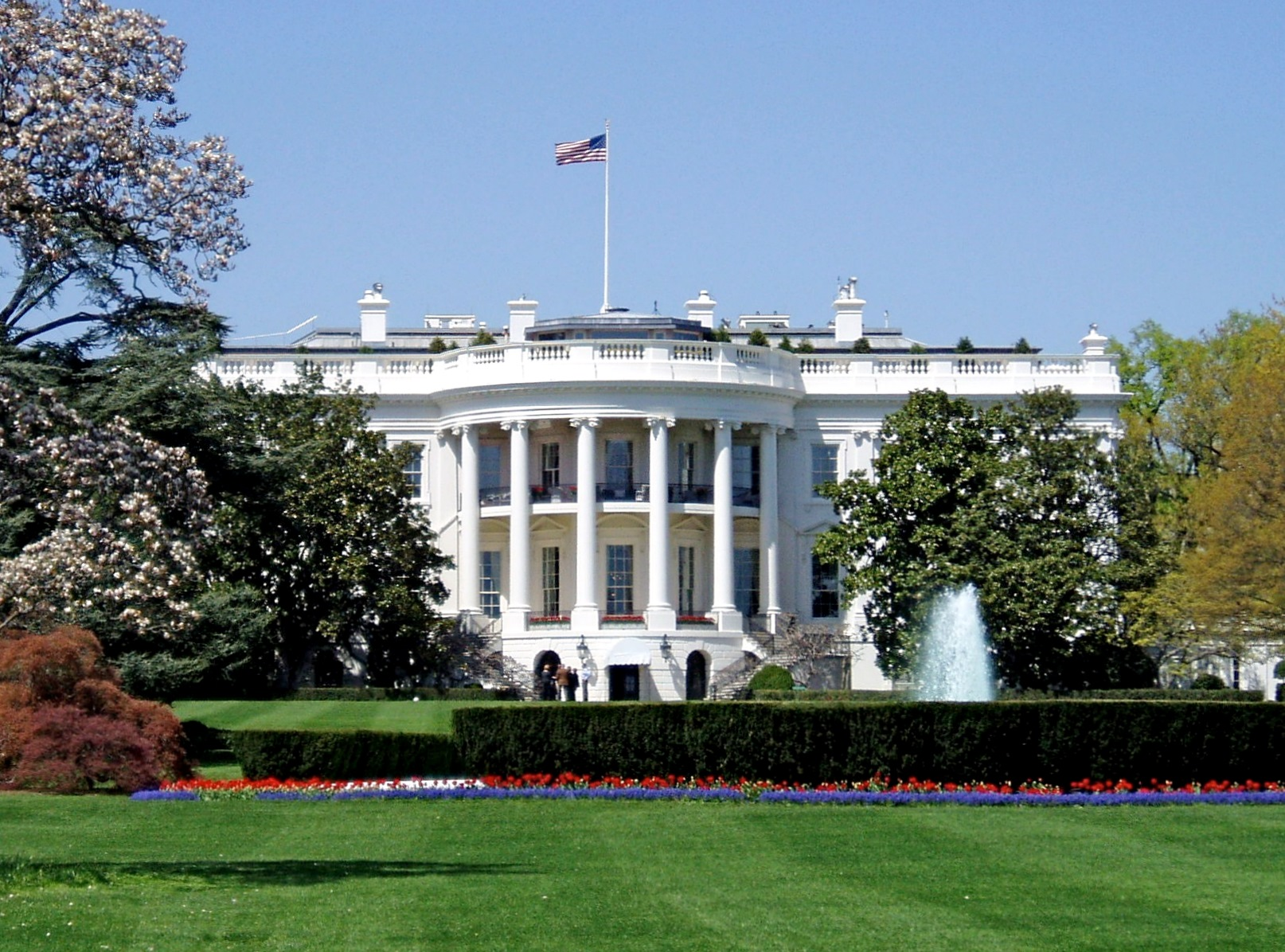
A Fehér Ház a második az Amerikai Építész Intézet (American Institute of Architects, AIA) 2007-es listáján a kedvelt amerikai épületekről

Washington D.C. számos nemzeti emlékhellyel büszkélkedhet és az egyik legnépszerűbb turistacélpont az Egyesült Államokban. A város közepén található a National Mall nevű nagy, nyílt terület, ahol számos amerikai vezetőnek állítottak emlékművet és ez köti össze a Fehér Házat és a Capitolium épületét. Közepén található a Washington-emlékmű. Itt látható még a Thomas Jefferson-emlékmű, a Lincoln-emlékmű, a Franklin Delano Roosevelt emlékmű, a Nemzeti második világháborús emlékmű, a koreai háborús veteránok emlékműve, a vietnámi veteránok emlékműve, a Columbia kerület háborús emlékműve és az Albert Einstein emlékmű.

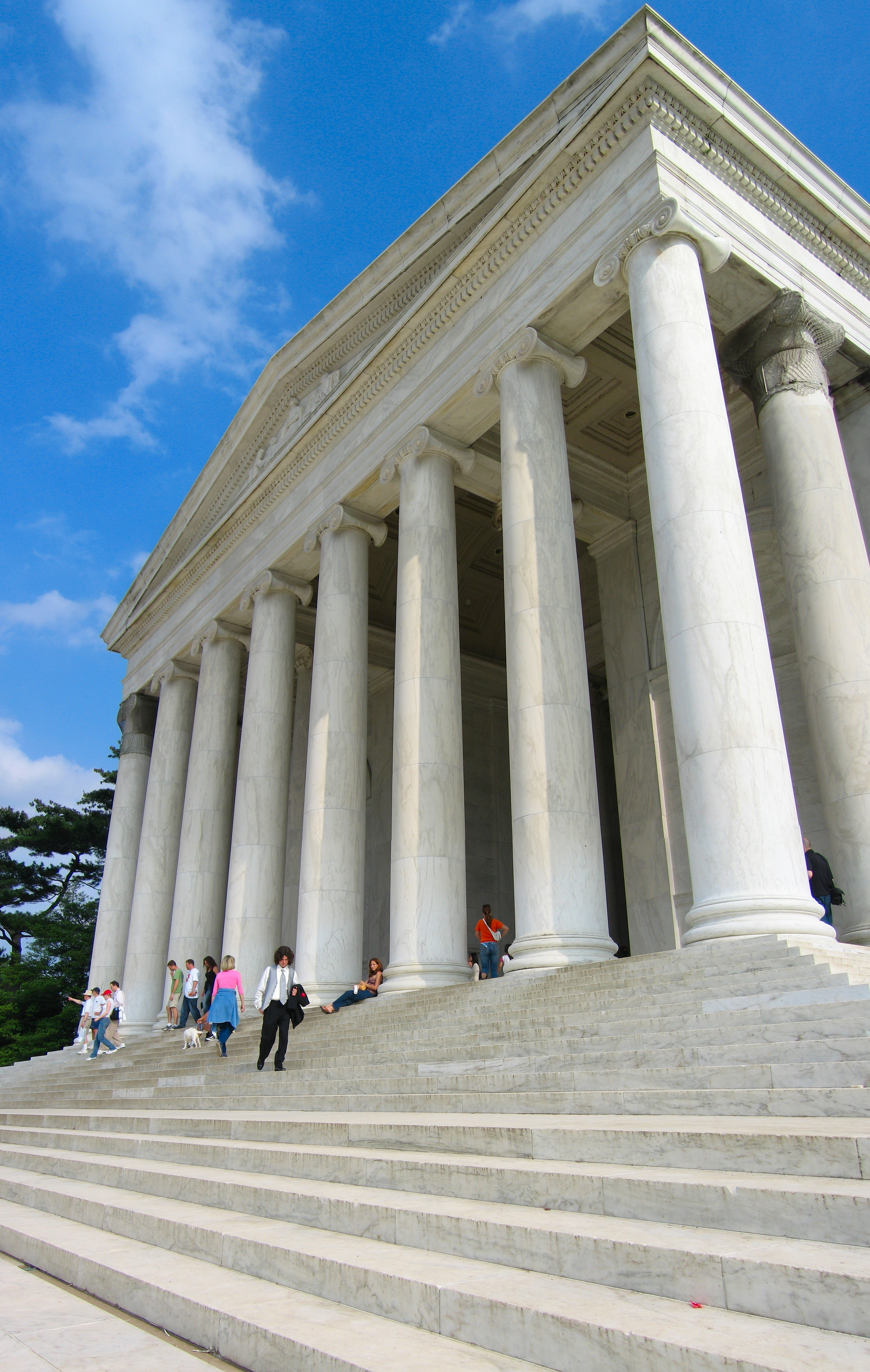
A Jefferson-emlékmű bejárata

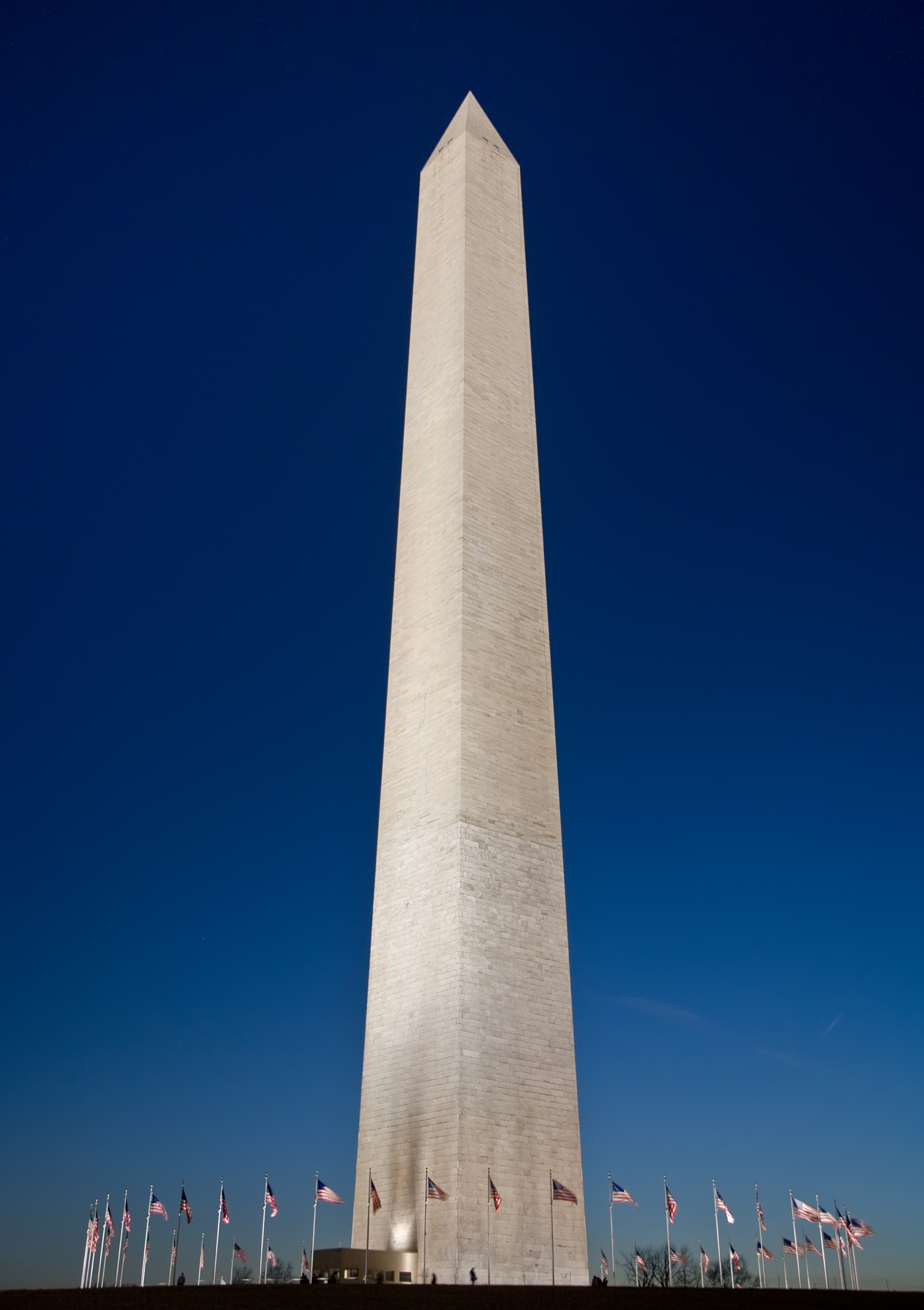
A Washington-emlékmű

D.C.-ben található a híres Smithsonian Intézet, amely olyan múzeumokat fog össze, mint az Anacostia Múzeum, az Arthur M. Sackler Galéria, a Hirshhorn Múzeum, a Országos Légi és Űrmúzeum, az Amerikai Történelmi Nemzeti Múzeum, az Amerikai Indiánok Nemzeti Múzeuma, a Természetrajz Országos Múzeuma, a Nemzeti Portrégaléria, a Országos Postamúzeum, a Smithsonian Amerikai Művészeti Múzeum, a Renwick Galéria és a Országos Állatkert.
A Smithonian múzeumain kívül az amerikai főváros még számos művészeti múzeumnak ad helyet, mint a Nemzeti Művészeti Galéria, a Nők a Művészetben Nemzeti Múzeum, a Corcoran Művészeti Galéria és a Phillips Collection.
A Kongresszusi Könyvtárban és az Országos Levéltárban az amerikai történelem fontos dokumentumainak ezreit őrzik. Az Országos Levéltár őrzi a függetlenségi nyilatkozatot, az alkotmányt és az alkotmánymódosítások eredetijét.
Washingtonnak saját közkönyvtár-hálózata van, amely huszonhét könyvtárat működtet. A központ az Ifj. Martin Luther King Emlékkönyvtár (Martin Luther King Jr. Memorial Library), egy többemeletes üveg- és acélépület a 9. utca és a G utca sarkán (N.W. negyed).
Egyéb érdekes helyek Washingtonban: a Chinatown, a Szeplőtelen fogantatás nemzeti szentély bazilika (Basilica of the National Shrine of the Immaculate Conception), a Blair-ház, a Szent Máté apostol katedrális (Cathedral of St. Matthew the Apostle), a Folger Shakespeare Könyvtár, a Ford Színház (Ford's Theatre), a Frederick Douglass Nemzeti Történelmi Hely (Frederick Douglass National Historic Site), a Nemzetközi Kémmúzeum (International Spy Museum), a Országos Építési Múzeum (National Building Museum), a Országos Földrajzi Társaság (National Geographic Society), a washingtoni régi posta, a Theodore Roosevelt-sziget, az Egyesült Államok Holocaust Emlékmúzeuma (United States Holocaust Memorial Museum) és a Washingtoni Nemzeti Katedrális (Washington National Cathedral).
Az Egyesült Államok Mezőgazdasági Minisztériuma tartja fenn az Egyesült Államok Nemzeti Arborétumát a város északkeleti részén.

### Televízió és film
Washingtonban játszódó filmek:
- JFK – A nyitott dosszié (1991)
- Szerelem a Fehér Házban (1995)
- Gyilkosság a Fehér Házban (1997)
- Az elnök végveszélyben (2013)
- Amerika Kapitány: A tél katonája (2014)
- Támadás a Fehér Ház ellen (2013)

Washingtonban játszódó sorozatok:
- Dr. Csont (2005-2017)
- Botrány (2012-2018)
- NCIS (2003-tól)
- Amerikai fater (2005-től)
- Az elnök emberei (1999-2006)
- Kártyavár (2013-2018)

## Sportja
- Washington Capitals (NHL) jégkorong
- Washington Wizards (NBA) kosárlabda
- Washington Nationals (MLB) baseball
- D.C. United (MLS) labdarúgás
- Washington Commanders (NFL) amerikai futball
- Washington Freedom (MLC) krikett

## Kormányzata és jogi helyzete

### Képviselete a szövetségi kormányzatban
Az alkotmány a Kongresszus számára biztosítja a Columbia kerület feletti fennhatóságot. A Kongresszus különböző jogokat delegált a helyi önkormányzatnak, de időnként közvetlenül is beavatkozik az ügyekbe, például az oktatási és a fegyvertartási politikába illetve más kérdésekben.
A kerület lakóinak nincs szavazati jogú képviselete a kongresszusban, csupán a képviselőházban képviseli őket egy tanácskozási jogú küldött (2020-ban Eleanor Holmes Norton), aki részt vesz a képviselőház bizottságaiban is, de nem szavazhat. A szenátusban Washington lakóinak egyáltalán nincs képviselete. Történtek kísérletek ennek megváltoztatására, de ezek mindeddig sikertelenek maradtak. Washington lakói azonban az alkotmány 1961-ben elfogadott 23. módosítása alapján részt vesznek az Egyesült Államok elnökének megválasztásában: ugyanannyi elektor megválasztására jogosultak, mint amennyit a legkisebb állam választ; ez a szám jelenleg három.

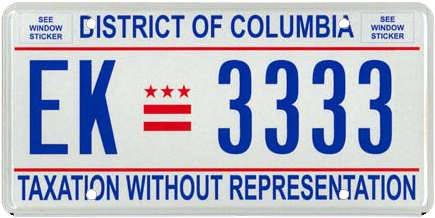
Washingtoni rendszámtábla, alján a Taxation without representation (adózás népképviselet nélkül) felirattal

Világviszonylatban az amerikai főváros lakói nincsenek egyedülálló helyzetben abból a szempontból, hogy képviseleti joguk korlátozott. Vannak olyan nemzetek, amelyek az Egyesült Államokhoz hasonlóan zöldmezős beruházásként hoztak létre fővárost és az ott kialakult kerületben korlátozták a képviseleti jogokat. Washington helyzetét azoknak az amerikai területeknek a történelmi státuszához is lehet hasonlítani, amelyeknek csak nem szavazó képviselői voltak a Képviselőházban. A mai külbirtokoktól, mint Amerikai Szamoa vagy Guam azonban Washington annyiban eltér, hogy teljes mértékben viseli az adóterheket és valamennyi szövetségi törvény érvényes rá. Emiatt a fővárosban előszeretettel idézik a 18. században a britektől való függetlenségüket kivívni készülő amerikai gyarmatlakók "A népképviselet nélküli adóztatás zsarnokság" (Taxation without representation is tyranny) jelmondatát, amelynek egy része a Washingtonban kiadott rendszámtáblákra is felkerült.

### Bűnözés
Az 1990-es évek erőszakhulláma után Washingtont a "gyilkosság fővárosának" nevezték, és gyakran versengett New Orleansszal az emberölések számában. A gyilkosságok száma 1991-ben tetőzött (479), de az erőszak drasztikusan csökkent az 1990-es években. 2009-ben a városban elkövetett gyilkosságok száma 143-ra csökkent; ez a legalacsonyabb érték 1966 óta. Az erőszakos bűncselekmények száma 1995 és 2007 között közel 47%-kal csökkent. A vagyon elleni bűncselekmények száma ugyanabban az időszakban körülbelül 48%-kal csökkent.
A többi nagyvároshoz hasonlóan a bűncselekmények gyakran kapcsolódnak a kábítószerekhez és a bandákhoz. Washington gazdagabb északnyugati körzeteire kevésbé jellemzőek a bűncselekmények, a keleti városnegyedek felé haladva azonban a bűnözési szint nő. Több kerület, amelyet egykor erőszakos bűnözés sújtott, például a Columbia Heights és a Logan Circle, biztonságosabbá váltak a módosabb lakók beköltözése következtében. Ennek eredményeképpen a bűnözés a városban egyre keletebbre húzódik, Maryland Prince George megyéjének irányába.

## Híres washingtoniak
- John Edgar Hoover
- Samuel L. Jackson
- Goldie Hawn
- Katherine Heigl
- Alyson Hannigan
- Justin Theroux
- Ben Feldman

## Testvérvárosai

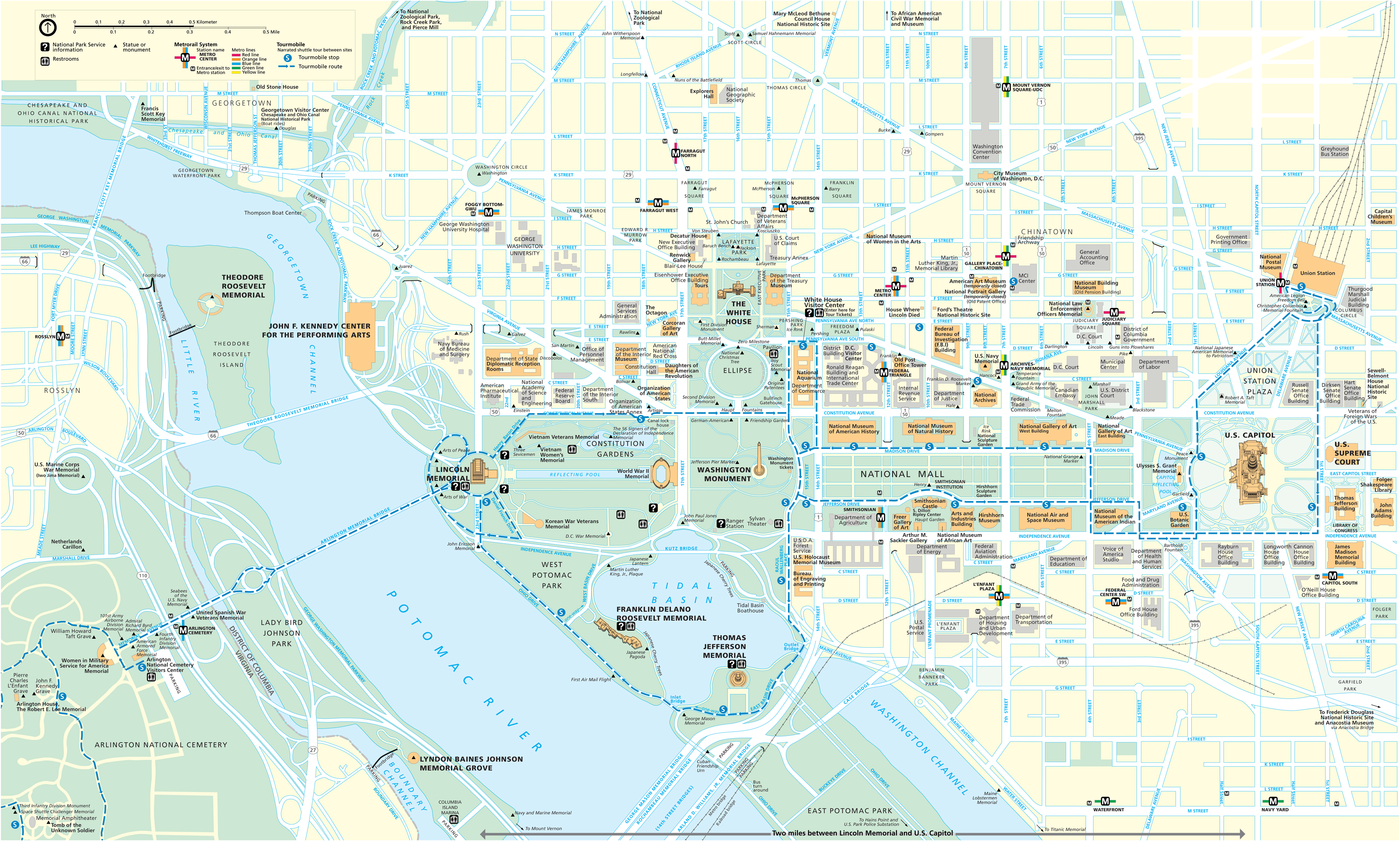
Washington belső részének térképe

| Város      | Ország                  | Év   |
| ---------- | ----------------------- | ---- |
| Bangkok    | Thaiföld                | 1962 |
| Dakar      | Szenegál                | 1980 |
| Peking     | Kína                    | 1984 |
| Brüsszel   | Belgium                 | 1985 |
| Athén      | Görögország             | 2000 |
| Párizs     | Franciaország           | 2000 |
| Pretoria   | Dél-afrikai Köztársaság | 2002 |
| Szöul      | Dél-Korea               | 2006 |
| Accra      | Ghána                   | 2006 |
| Sunderland | Egyesült Királyság      | 2006 |